# Quados
Quados (em latim: quadi; em grego clássico: κουάδοι; romaniz.: kouádoi) foram uma grande tribo germânica que habitou o sudeste da Boêmia, na Morávia e Hungria, entre o monte Gabreta, os montes hercínios e sármatas, e o Danúbio. Foram cercados a noroeste pelos marcomanos, com quem sempre estiveram intimamente ligados, ao norte pelos gotinos e osos, a leste pelos jáziges metanastas, e ao sul pelos panônios. Não se sabe quando ocuparam seus territórios, mas é possível que tenha sido quando os marcomanos ocuparam a Boêmia. No ano 19, quando os reis marcomanos Marobóduo e Catualda foram expulsos de seu reino e imploraram a proteção do Império Romano, os romanos os assentaram com seus companheiros nos distritos entre os rios Maro e Caso e designaram o quado Vânio como rei. O novo Reino Quado, após a expulsão de Vânio, foi dividido entre seus sobrinhos Vangião e Sidão, que continuaram a manter boas relações com os romanos.
De acordo com Tácito, em seu tempo os marcomanos e quados eram governados por reis da casa de Marobóduo, mas então estrangeiros tomaram o trono para si, apesar de ainda permanecerem dependentes doa romanos. Nas Guerras Marcomanas (161–180), os quados também lutaram e em certa ocasião quase aniquilaram o exército inteiro do imperador Marco Aurélio (r. 161–180), que só se salvou por uma súbita tempestade. Apesar da paz acordada, continuaram a assediar o Império Romano, o que obrigou o imperador a proteger seus domínios erguendo fortes dentro e ao redor do Reino Quado, que quase foi despovoado. Em 180, Cômodo (r. 177–192) renovou a paz, mas os ataques não cessaram. No fim do século IV, desaparecem do registro histórico, tendo possivelmente migrado para oeste com os suevos, uma vez que são mencionados entre os suevos na Hispânia mais tarde.
Segundo Amiano Marcelino, se assemelhavam em muitos aspectos aos sármatas, pois usavam lanças longas e uma cota de malha que consistia em linho coberto com finas placas de chifre; na guerra, comumente tinham três cavalos velozes para cada homem, permitindo que os mudasse, e eram melhores como escaramuçadores do que numa luta em campo aberto. Ptolomeu citou várias cidades em seu país, como Eburoduno, Melioduno, Caridorgis, Medoslânio, etc., cujos nomes celtas indicam anterior ocupação celta, que podem ter sido subjugados ou se fundiram aos quados. O nome da tribo parece estar ligado à palavra celta col, frio ou coad, ou seja, madeira ou floresta, uma etimologia que recebe apoio em Estrabão, o primeiro autor que os percebe e menciona sob o nome de cólduos (κόλδουοι). Tácito evidentemente os considerou germanos, mas Robert Gordon Latham viu-os como sármatas.